# Trimmatom nanus
Trimmatom nanus és una espècie de peix de la família dels gòbids i de l'ordre dels perciformes.

## Morfologia
- És un dels vertebrats més petits del món, ja que els mascles assoleixen 1 cm de longitud total i les femelles 8-10 mm.
- No té escates.[5][6]

## Hàbitat
És un peix marí, de clima tropical i demersal que viu entre 5-30 m de fondària.

## Distribució geogràfica
Es troba a Austràlia, Txagos, Indonèsia, Maldives, Nova Caledònia, Papua Nova Guinea i Tonga.

## Observacions
És inofensiu per als humans.